# Nevolnictví

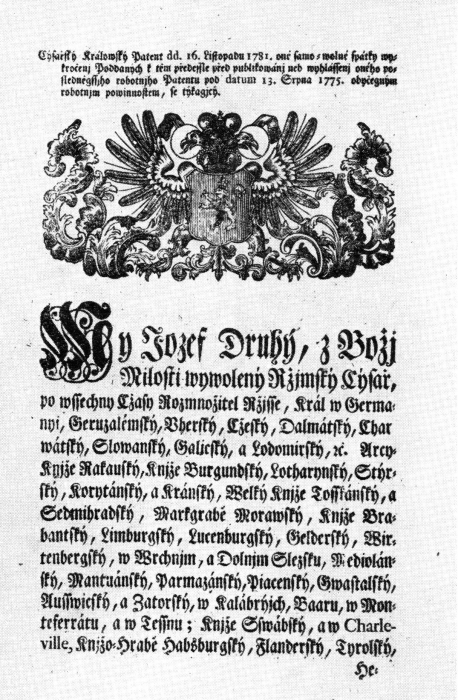
Patent císaře Josefa II. o zrušení nevolnictví v Habsburské monarchii (16. listopadu 1781)

Nevolnictví je označení vztahu závislosti mezi rolníkem (nevolníkem) a majitelem půdy (pán) v předmoderní Evropě. Rolník byl nájemcem půdy a byl tak právně vázán k jejímu majiteli. Vztah zahrnoval také fyzickou závislost rolníka a jeho povinnost respektovat pánovu vůli. Z pohledu raně novověkého práva byla hlavním rozlišovacím kritériem pro odlišení svobodného a nevolného obyvatelstva nemožnost volné změny místa pobytu. Nevolnictví se projevovalo zejména povinností robotovat, odvádět poddanské dávky odvozené od osobní závislosti na vrchnosti (někde jen v symbolické formě), na omezování či zpoplatnění sňatků a vystěhovalectví mimo hranice panství, nebo na nucenou čelední službu sirotků.

## Název
Termín nevolnictví odpovídá zhruba německému slovu Leibeigenschaft, které výrazně akcentuje tělesnou povahu závislosti, podobně jako dobový český termín člověčenství. Vzájemný vztah termínů Leibeigenschaft a člověčenství byl předmětem odborných debat už v 17. století.[zdroj?] V angličtině je nejblíže označení serfdom, ve francouzštině servage, v ruštině крепостничество. V latině byl nevolník označován jako homo proprius (de corpore).

## Vznik nevolnictví
Nevolnictví bylo typickým právním stavem existujícím téměř v celé středověké Evropě (kromě Baskicka, Finska, Norska a Švédska) a má kořeny již v době pozdní Římské říše. Ve 2. století po Kr. se část původních římských otroků přeměnila v kolóny (colonus – vlastně „osadník, sedlák“). Kolóni byli formálně svobodní potomci otroků, kteří se stali v podstatě rolníky na pánově půdě a k pánovi je stále vázala půda a potřeba ochrany před stále četnějšími barbarskými útoky a výběrčími daní. Za vlády Konstantina I. Velikého došlo k významné změně ve vztahu mezi kolónem a pánem. Kolón byl vázán k pánovi přísahou, která měla pánovi zaručit, že kolón zůstane na jeho půdě. Tím došlo k fyzickému svázání kolóna k pánovi a k půdě. Kromě toho byl kolón nucen platit pánovi peněžní rentu za užití půdy (ourok). Následně se začalo objevovat nové slovo servi (de facto nevolníci) kteří se stali nejvýznamnější feudální vrstvou středověké Evropy po rozpadu Západořímské říše mezi 6. až 12. stoletím, resp. 14. stoletím. Výjimkou byla Skandinávie, kde nevolnictví nikdy nebylo zavedeno a zůstal zachován stav svobodných sedláků.

## Zánik nevolnictví v západní Evropě
Ve 14. století se sociální a ekonomické podmínky především v západní Evropě významně změnily. Epidemie moru (černá smrt) ve 14. století způsobila demografickou krizi, díky které začala být instituce nevolnictví na ústupu. Ve Francii, Anglii, Flandrech a v západních oblastech Říše (Německé země a Itálie) došlo k rozvolnění vztahu mezi rolníkem-nevolníkem a pánem, takže tradiční nevolnictví bylo nahrazeno peněžní rentou a rolník získal některé osobní svobody (například nebyl fyzicky vázán k půdě). V raném novověku se nevolnictví udrželo pouze v některých francouzských oblastech. Tento proces doprovázela během 14. století řada rolnických povstání (např. jacquerie ve Francii v letech 1356–1358 a nebo anglické povstání Wata Tylera v roce 1381).

## Nevolnictví ve střední a východní Evropě
V oblastech střední a především východní Evropy ve 14. století k podobné kvalitativní změně však nedošlo. V části střední Evropy (přibližně Čechy a Morava, západní oblasti Polska a Uher) došlo díky kolonizaci ve 13. a 14. století sice ke vzniku řady komunit svobodných rolníků, ale samotné nevolnictví ve 14. a 15. století nevymizelo. Jednou z příčin byl relativně menší dopad velké morové epidemie ve srovnání se západní částí kontinentu a dále relativně silná pozice hlavních držitelů půdy (šlechty a církve). Ve východní Evropě měla k udržení nevolnictví přispět mimo jiné stále se zvyšující poptávka po místním obilí na západě Evropy. Pro oblasti střední a středovýchodní Evropy se v historické vědě od zhruba šedesátých let 20. století diskutuje otázka druhého nevolnictví a krize 17. století. Podle této koncepce bylo možné během 15. a 16. století sledovat také ve střední Evropě ústup nevolnictví, který byl ale přerušen krizí spojenou s třicetiletou válkou. Demografická krize zde naopak vedla k nové vlně nevolnictví tentokrát v podmínkách centralizované, absolutistické monarchie a počínajícího kapitalismu. Západní hranicí území, kde se v raném novověku nevolnictví uplatňovalo, je zhruba linie Labe – Krušné hory – Šumava, která odpovídala také hranici dvou vrchnostenských hospodářských systémů – režijního a rentovního velkostatku. Nevolnictví je užíváno jako obecný termín pro široké území, na kterém nepřesně sugeruje podobnost poddansko-vrchnostenských vztahů, které měly lokálně výrazně odlišnou povahu. Na ústupu se ve středoevropském kontextu nevolnictví ocitalo z ekonomických a sociálních příčin od 18. století, kdy byla předmětem právnických debat samotná definice pojmu. Polemiky byly vedeny o správnosti označování nevolníků římskoprávními termíny coloni nebo servi, v českém prostředí byla zpochybňována samotná existence nevolnictví.
V 16. století nevolník robotoval v průměru 12 až 20 dnů do roka, ale o sto let později, v době mnoha technologických a civilizačních pokroků, dřel na panském už 100 i více dnů. Míra nucené práce dál přibývala, nicméně životní úroveň sedláků klesala. Jestliže sedlák platil před třicetiletou válkou v průměru asi 5 zlatých státních berně ročně, pak bezprostředně po válce odevzdával už 8 zlatých, v roce 1658 deset zlatých, v roce 1675 dvacet zlatých, v roce 1684 pětadvacet zlatých, v roce 1701 čtyřicet zlatých a v roce 1705, kdy probíhala válka o španělské dědictví, už 50 zlatých na berní dani. Sedláci byli nuceni odevzdávat až 70 % výnosu svého hospodářství. Kvůli inflaci, tehdy ještě zcela neznámému jevu, byla kupní síla v 17. století pětkrát až šestkrát menší než ve století třináctém. To zapříčinilo, že rytířský stav ve státní správě a v armádě téměř vymizel. V období válek poklesl stav obyvatelstva a feudální páni, většinou z řad německých přistěhovalců, potřebovali velký počet pracovní síly na těžkou robotní práci, té se často nedostávalo a proto přiměli nevolníky robotovat ve velkém.
Pracovalo se od rozbřesku do soumraku, v průměru asi 12 hodin denně, a to s dvouhodinovou polední přestávkou. V letních měsících se na panském pracovalo až 16 hodin denně. Podle robotního patentu z roku 1738 měl „robotíř při rukovní práci něco dýl než hovado vytrvati.“ Cesta na pracoviště s výjimkou velmi vzdálených míst se do robotního času nezapočítávala. K hlavním robotním povinnostem patřily veškeré polní práce kromě žatvy, ta bývala obvykle placená, na rozdíl od orby, vláčení, výsevu, okopávání, sklizně a sušení sena. Nevolníci se běžně podíleli na údržbářských a renovačních pracích na statku, při opravě cest, mostů, hospodářských budov apod. Velmi žádanou a potřebnou službou byla robota s potahy, zajišťujícími místní i dálkovou přepravu nákladů. Jak však dosvědčují některé staré robotní výkazy, intenzita a efektivita práce na panském byla mnohdy až neuvěřitelně nízká.
V českém prostředí byly projevy nevolnictví postupně odbourávány během druhé poloviny 18. století. Patent Josefa II. o zrušení nevolnictví (1781) se týkal především omezení svobody pohybu, samotná instituce poddanství zanikla až v roce 1848. 
S nástupem kapitalismu došlo ke zrušení nevolnictví i v carském Rusku, kde se udrželo nejdéle a bylo zrušeno až v roce 1861 carem Alexandrem II. Odpor polské šlechty k oklešťování svých privilegií byl nicméně tak velký, že ke zrušení nevolnictví na území Kongresového Polska došlo až o celé tři roky později oproti zbytku ruské říše. 